# Grzyby marynowane z szyszką
Grzyby marynowane z szyszką – jeden ze sposobów marynowania grzybów (zwłaszcza kurek), tradycyjne danie (przystawka) charakterystyczne dla Pomorza Zachodniego.

## Charakterystyka i historia

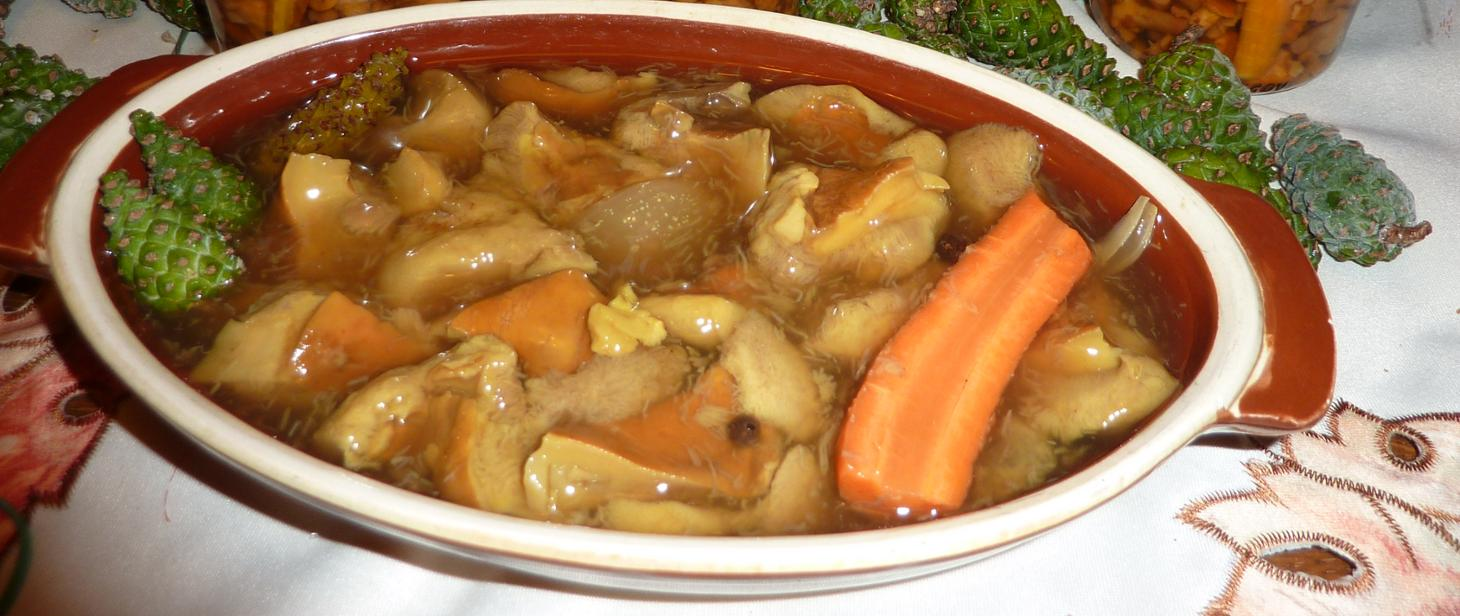
Grzyby marynowane z szyszką

Tradycja została zapoczątkowana w 1955, kiedy to do wsi Ostre Bardo przybyła rodzina wołyńskich osadników. Na Wołyniu jedzenie grzybów było bardzo popularne, ale nie znano weków i przechowywano je w zalewie octowej. Aby złagodzić ostry smak octu, do zalewy dodawano miód oraz zielone szyszki sosnowe. Oprócz miodu i szyszek do zalewy można dodać: cukier, marchew, cebulę, gorczycę i sól. Najlepiej serwować tę przystawkę do dziczyzny lub wieprzowiny. Aby grzyby nabrały głębokiego posmaku, muszą odstać w słoikach około trzech miesięcy.
Danie wpisane zostało na listę polskich produktów tradycyjnych, prowadzoną przez Ministerstwo Rolnictwa i Rozwoju Wsi, w dniu 8 czerwca 2011. Wolno je wytwarzać wyłącznie na terenie gminy Połczyn-Zdrój. Receptura objęta wpisem pochodzi z 1970 i została spisana na kartce. Przechowywana była w zbiorach domowych Krystyny Hapki, która zgłosiła produkt do objęcia ochroną.